# 哈尔沃
哈尔沃（德語：Halver，發音：[ˈhalvɐ] ⓘ）是德国北莱茵-威斯特法伦州阿恩斯贝格行政区马克县的城市，面积77.23平方千米，2023年12月31日人口为16,284人。